# Chrotomys whiteheadi
Espèce
Statut de conservation UICN

 LC  : Préoccupation mineure
Chrotomys whiteheadi est une espèce de rongeur de la famille des Muridés.

## Répartition et habitat
Cette espèce est endémique des Philippines où elle est présente dans la région de Luzon entre 925 et 2 700 m d'altitude.